# Whitehouse (Ohio)
Whitehouse é uma vila localizada no estado norte-americano de Ohio, no Condado de Lucas.

## Demografia
Segundo o censo norte-americano de 2000, a sua população era de 2733 habitantes.
Em 2006, foi estimada uma população de 3568, um aumento de 835 (30.6%).

## Geografia
De acordo com o United States Census Bureau tem uma área de
8,9 km², dos quais 8,9 km² cobertos por terra e 0,0 km² cobertos por água. Whitehouse localiza-se a aproximadamente 204 m acima do nível do mar.

## Localidades na vizinhança
O diagrama seguinte representa as localidades num raio de 16 km ao redor de Whitehouse.